# Steve Penney (Fußballspieler)
Steven Alexander „Steve“ Penney (* 6. Januar 1964 in Ballymena) ist ein ehemaliger nordirischer Fußballspieler. Als Rechtsaußen war er zwischen 1983 und 1991 bei Brighton & Hove Albion aktiv und spielte mit Ausnahme einer Saison jeweils in der zweiten englischen Liga. Darüber hinaus absolvierte er 17 A-Länderspiele für die nordirische Nationalmannschaft und war Teil des Kaders der WM-Endrunde 1986 in Mexiko. Dort stand er bei zwei Gruppenspielen in der Startelf und wurde in beiden Partien nach rund einer Stunde für Ian Stewart ausgewechselt.

## Sportlicher Werdegang

### Vereinskarriere
Steve Penney wurde im nordirischen Ballymena als Sohn eines Lehrers und einer Krankenschwester geboren. Nachdem er an der Grundschule Bekanntschaft mit dem Fußball gemacht hatte, war der bevorzugte Sport an dem – wie er es ausdrückte – „ziemlich vornehmen Gymnasium“ Rugby, wo er zumeist ins Gedränge platziert wurde. Seiner Fußball-Leidenschaft ging er erst bei dem Jugendverein Boys Brigade wieder regelmäßig nach, wo auch der spätere nordirische Nationaltrainer Nigel Worthington spielte. Dass sich Penney dann für den Fußball und gegen Rugby entschied und sich in der Folge Ballymena United abschloss, sorgte für derartigen Unmut, dass ihn seine Schule suspendierte. Die Chance, dauerhaft für den erfolgreicheren Linfield FC zu spielen, kam nicht zustande, obwohl er einige Gastauftritte für Linfield hatte, als der Klub eine Reise durch die Niederlande machte. Grund dafür war, dass sich der englische Erstligaabsteiger Brighton & Hove Albion meldete und sich an einer Verpflichtung interessiert zeigte. Verantwortlich für das Zustandekommen des Kontakts war die Initiative von Jim Platt, vormals langjähriger nordirischer Torhüter des FC Middlesbrough. Während seiner Zeit bei der nordirischen Nationalmannschaft freundete sich Platt mit Sammy Nelson an, der als ehemaliger Abwehrspieler des FC Arsenal nunmehr in Brighton seinem aktiven Karriereende entgegen sah. Als Platt Trainer von Ballymena United wurde, erkannte er schnell, dass sein junger Flügelspieler das Potenzial für eine Profilaufbahn im englischen Profifußball hatte. Darauf wies er seinen Freund Nelson hin, der gerade Assistent von Trainer Chris Cattlin (als Nachfolger des entlassenen Jimmy Melia) geworden war. Penney wurde zu einem Vorspielen eingeladen und gemeinsam mit dem jungen Ian Wright stellte er sich in Brighton vor. Er tat dies mit Erfolg, während Wright (kurioserweise, in Anbetracht seiner späteren Erfolge als Fußballer) durchfiel. Da Brighton wenige Monate zuvor noch im Endspiel des FA Cup 1982/83 gegen Manchester United gestanden hatte, brauchte Penney nicht weiter überzeugt zu werden, um sich dem Klub im November 1983 anzuschließen.
Im Alter von 19 Jahren debütierte Penney für Brighton gegen den FC Barnsley. Trotz der 1:3-Niederlage entwickelte er sich schnell zu einem Publikumsliebling, nachdem er in der Eröffnungspartie zumindest das Tor für den neuen Klub von Alan Young vorbereitet hatte. Erstmals in den Vordergrund spielte er sich im FA Cup gegen den FC Liverpool. Die im TV übertragene Partie wurde überraschend mit 2:0 gewonnen und Penney bereitete mit seiner Antrittschnelligkeit dem prominenten Gegenspieler Alan Kennedy auf der linken Liverpooler Abwehrseite große Probleme. Sein erstes Tor folgte im März 1984 beim 3:0-Sieg gegen Derby County. Zum Ende wurde er hinter Jimmy Case vereinsintern zum zweitbesten Spieler der abgelaufenen Saison 1983/84 gewählt. In den folgenden zwei Jahren blieb Penney eine feste Größe bei Brighton, lief im Oktober 1984 erstmals für die nordirische Nationalmannschaft auf und war für diese im Jahr 1986 bei der WM-Endrunde in Mexiko aktiv. Mit einer Verletzung kam er von dort nach Brighton zurück, unterschrieb jedoch unter Cattlins Nachfolger Alan Mullery einen neuen Dreijahresvertrag. Die zunehmenden Probleme mit seinem linken Knie betäubte er in der Saison 1986/87 mit Schmerzmitteln, bevor er sich im März 1987 gegen Derby County nach einem Zweikampf eine Bänderverletzung im Sprunggelenk zuzog. Diese bedeutete für ihn das vorzeitige Aus in der Spielzeit, die zu allem Überfluss mit dem Abstieg in die dritte Liga als Tabellenletzter endete.
Unter Mullerys Nachfolger Barry Lloyd war Penney dann wieder in der Startelf vertreten, aber nach nur zwei Spielen musste er operiert werden, nachdem ein Stück Knochen schwimmend im Knie gefunden worden war. Dadurch musste er wieder sieben Monate lang pausieren und kehrte dann im März 1988 zur Entscheidung in der Saison 1987/88 zurück. In den letzten elf Spielen schoss er drei Tore und führte den Klub zur Drittliga-Vizemeisterschaft hinter dem AFC Sunderland, womit der direkte Wiederaufstieg gelungen war. Obwohl Penney unter Lloyd regelmäßig zum Einsatz kam, empfand er die Chemie mit dem Trainer als wenig harmonisch. So versuchte zur Mitte der Spielzeit 1988/89 Brightons Zweitligakonkurrent Crystal Palace ihn zu verpflichten, wollte jedoch die ausgerufene Ablösesumme von 175.000 Pfund nicht investieren. Kurz darauf mehrten sich wieder seine Probleme am linken Knie. Unmut kam auf und die ärztliche Qualität bei der Behandlung in Frage gestellt. Trainer Lloyd vertrat jedoch eine andere Meinung und warf Penney vor, seine Prioritäten in der nordirischen Nationalmannschaft denen im Verein vorzuziehen. Mehrfach soll er von einer Länderspielabstellung verletzt zurückgekommen sein. Zum endgültigen Bruch kam es im Jahr 1991, als Lloyd Penneys Fitness als nicht mehr ausreichend für einen neuen Vertrag einstufte. Mit dem schottischen Klub Heart of Midlothian (trainiert von Joe Jordan) und dem englischen Zweitligisten Charlton Athletic, wo sich sein ehemaliger Mannschaftskamerad Alan Curbishley mit Steve Gritt den Trainerjob teilte, fanden sich zwei ernsthafte Interessenten an ihm.
Penney wechselte schließlich im Juli 1991 zu den „Hearts“, hatte dort in der Folgezeit mit einer Leistenverletzung zu kämpfen und kam nur auf zwölf Pflichtspiele in der Saison 1991/92. Da sich sein Vertrag ab dem 15. Einsatz um ein weiteres Jahr verlängert hätte, wurde schnell klar, dass er diese Marke nicht erreichen würde und so wurde er nach einem Jahr bereits wieder freigestellt. Er unterzeichnete im August 1992 einen Zweijahresvertrag beim FC Burnley, der kurz zuvor aus der vierten Liga aufgestiegen war. Obwohl er bei der Saisoneröffnung gegen Swansea City auf Anhieb das Siegtor schoss, begannen ihn Achillessehnenprobleme zu plagen. Daher kam er in den zwei Jahren nur auf 13 Pflichtspiele und beendete danach seine aktive Karriere im Alter von 30 Jahren. Kurz vor diesem Ende wurde er gegen seinen Ex-Klub aus Brighton eingewechselt und in den verbleibenden 20 Minuten mit Applaus verabschiedet. Er kehrte schließlich in seine Heimat nach Ballymena zurück und betrieb mit seiner Frau Valerie eine Optikerfiliale von Specsavers.

### Nordirische Nationalmannschaft
Penney debütierte für die nordirische Nationalmannschaft am 16. Oktober 1984 anlässlich eines Freundschaftsspiels gegen Israel (3:0). Es dauerte knapp ein weiteres Jahr, bis er am 11. September 1985 in der WM-Qualifikation in der Türkei (0:0) zu seinem zweiten Einsatz kam. Von dort an wurde er häufiger eingesetzt mit fünf weiteren Länderspielen bis zum Beginn der WM-Endrunde 1986 in Mexiko. Besonders in Erinnerung blieb ihm sein Mitwirken im entscheidenden Qualifikationsspiel gegen England (0:0) am 13. November 1985.
Beim Turnier in Mexiko selbst stand Penney zum ersten Gruppenspiel gegen Algerien (1:1) in der Startelf. Dabei kam ihm zugute, dass der damalige Nationaltrainer Billy Bingham selbst einmal Rechtsaußen gewesen war und dadurch eine besondere Verbindung zu Penney aufgebaut hatte. Zwar wurde er nach gut 67 Minuten für Ian Stewart ausgewechselt, aber bereits zum zweiten Spiel gegen Spanien (1:1) vertraute ihm Bingham ein weiteres Mal in der Anfangsformation. Dass er erneut, und nun bereits kurz nach der Halbzeit, das Feld verlassen musste, lag in einer Knöchelverletzung begründet, die er sich im Zweikampf mit Emilio Butragueño zugezogen hatte. So verpasste er das dritte Gruppenspiel und das damit verbundene Aus für Nordirland nach der Vorrunde. Ebenfalls gegen Spanien (0:4) absolvierte er gut zweieinhalb Jahre später am 21. Dezember 1988 sein 17. und letztes Länderspiel. In dieser Zeit nach der WM 1986 schoss er am 18. Februar 1987 gegen Israel (1:1) und am 21. Mai 1988 gegen Malta (3:0) seine beide einzigen Tore für Nordirland.